# Илич, Милан (футболист)
Милан Илич (серб. Милан Илић / Milan Ilić, 12 мая 1987, Крагуевац, СФРЮ) — сербский футболист, защитник клуба «Раднички» (Крагуевац).

## Клубная карьера
На родине играл в командах «Раднички» (Крагуевац), ОФК, «Динамо» (Вране), «Явор» и «Раднички» (Обреновац). В период с 2010 по 2012 выступал в португальской «Санта-Кларе», после чего продолжил карьеру в черногорском «Челике» из Никшича. Зимой 2013 года был представлен вкачестве игрока команды украинской Премьер-лиги «Металлург» (Запорожье). За год, проведённый на Украине, в высшем дивизионе сыграл всего 1 матч 30 марта 2013 года против донецкого «Металлурга». После возвращения в Сербию играл за «Инджию».